# Crash Boom Bang!
Crash: Boom Bang! (сокр. CBB!; яп.: Crash Bandicoot Festival) — игра в жанре пати (party), разработанный Dimps и изданный Sierra Entertainment (в Японии — Vivendi Universal) является эксклюзивом Nintendo DS и второй игрой-вечеринкой в серии. 20 июля 2006 года вышла в Японии, 10 октября — в Северной Америке, 27 октября в Европе и 2 ноября в Австралии.
В центре сюжета игры — мультимиллионер Виконт, который использует персонажей серии, чтобы обнаружить мощный предмет, прозванный «Кристаллом Сверхбольшой Силы». Игра получила в основном негативные отзывы за неоригинальный, скучный геймплей и плохое управление.

## Геймплей
Этапы Crash Boom Bang! напоминают настольные игры: каждое игровое поле разделено на несколько квадратов. Игру ведут четыре игрока, а компьютер назначается запасным игроком. Все игроки одновременно бросают кубики. В зависимости от типа квадрата, на который попадает игрок, можно получить предмет, запустить особое событие или начать Мини-игра/мини-игру, а также выиграть или проиграть фрукт «Вумпа» (Wumpa Fruit), который используется для очков во время гонки. Если игрок попадает на развилку дорог, ему нужно выбрать нужное направление с помощью стилуса или панели управления.
В режиме «Приключение» (Adventure Mode) персонажи участвуют в гонке за «Кристаллом Сверхбольшой Силы». Гонка состоит из шести этапов, каждый содержит мини-подкарты. Хозяин гонки, Виконт, ставит задачу на каждом этапе. Для перехода на другую карту игрок должен выполнить задание. Набравший наибольшее количество очков, становится победителем этапа, а победитель всех этапов становится победителем гонки Виконта.
В режиме «Фестиваль» (Festival Mode) игровой процесс в основном схож с «Приключением», но этапы для игры можно выбирать свободно.
В режиме «Моя комната» у персонажа игрока есть личная комната. В ней он может играть в мини-игры, собранные в режиме «Приключение», и просматривать коллекцию предметов, полученную там же. Также можно создать Motion Panel — уникальный внутриигровой инструмент общения, позволяющий отправлять во время игровой сессии пользовательские сообщения, чтобы помочь друзьям или отвлечь других игроков. Декорации в «Моей комнате» различны для каждого персонажа.
Crash Boom Bang! содержит сорок мини-игр, в которые можно играть одному или удаленно с друзьями. Игроки, не участвующие в мини-игре, могут поставить Wumpa Fruit на победителя. Делающие ставки игроки могут помогать или мешать игрокам в мини-играх, используя Motion Panel. Если у игрока есть особый предмет, он может зайти в игровой магазин с экрана ставок и купить или продать предмет.

## Сюжет

### Персонажи
В Crash Boom Bang! возвращается ряд персонажей из прошлых игр Crash Bandicoot, но играбельны только восемь. В их число входят Крэш Бандикут (Crash Bandicoot), Коко Бандикут (Coco Bandicoot), Кранч Бандикут (Crunch Bandicoot), Пура (Pura), Доктор Нео Кортекс (Doctor Neo Cortex), Тауна (Tawna), Пинстрайп Потору (Pinstripe Potoroo) и Фальшивый Крэш (Fake Crash).
Все персонажи физически выглядят так же, как и на официальных японских иллюстрациях и промо-роликах Crash Bandicoot (благодаря чему игра стала единственной частью серии от Sierra Entertainment, использующей японские иллюстрации и промо-ролики), хотя модель Крэша была изменена для неяпонских релизов, чтобы больше походить на его модель Crash Twinsanity. Хозяин вечеринки, Виконт, — оригинальный персонаж, созданный специально для игры. Его имя в оригинальной японской версии — "Viscount Devil", отсылка к Тасманийскому дьяволу (Tasmanian devil), обитающему в Австралии.

### История
Во время строительства курорта в Тасмании Виконт находит карту древнего города, в котором находится легендарный «Кристалл Сверхбольшой Силы». Он пытается найти его самостоятельно, но из-за множества головоломок терпит неудачу. Поэтому Виконт решает собрать на курорте самых умных и сильных персонажей в мире и заставить их найти «Кристалл» для него. Он отправляет приглашение Коко Бандикут, приглашая её и Крэша на Всемирные гонки на пушечных ядрах, победитель которых заработает 100 миллионов долларов.
Гонка начинается в портовом городе, а победители отправляются на лодке в большую пустыню. Легенда гласит, что где-то в пустыне зарыты четыре каменные скрижали, и участники отправляются на раскопки, чтобы доставить их Виконту. Согласно каменным скрижалям, истинное местоположение «Кристалла» скрыто где-то на древней карте. Но прежде чем Виконт успевает провести дальнейшее расследование, доктор Нео Кортекс проносится мимо и выхватывает карту. В борьбе они разрывают её на куски.
Кортекс отправляет верных помощников найти фрагменты карты, разбросанные по большому городу, и принести их ему. Теперь, когда участники знают о карте, Виконт решает раскрыть свои истинные намерения: «Кристалл Сверхбольшой Силы» может исполнить одно желание того, кто его получит, и Виконт готов дать большую сумму денег тому, кто поможет  найти его. Найти «Кристалл Силы» невозможно без «Последнего Ключа», поэтому Виконт садится на самолет, чтобы отправиться в северную часть Атлантического океана на поиски. Самолет переполнен, только избранные могут подняться на борт. Взрыв вулкана закидывает участников конкурса в самолет.
Затем Виконт рассказывает группе историю об исследователе, который нашел «Последний ключ», но не смог найти «Кристалл силы». Этим исследователем был дед виконта. И когда тот плыл на родину, его корабль врезался в айсберг и затонул. 
Виконт велит героям погрузиться на затонувший корабль и достать «Последний ключ», чем повергает их в шок, учитывая почти минусовую температуру. Несмотря на это, группе удается найти «Последний ключ», прежде чем они замерзнут до смерти. Собрав все кусочки головоломки, Виконт победоносно входит в Башню, где его ждет «Кристалл Сверхбольшой Силы». Но в момент, когда Виконт собирается загадать свое желание, Крэш выходит вперед и загадывает желание о большой куче фруктов Вумпа, к большому огорчению Виконта. Игра заканчивается словами Коко: «Пусть на Земле воцарится мир».

### Разработка и выпуск
Crash Boom Bang была разработана компанией Dimps под творческим руководством Такеши Нариты, а продюсером выступил Синдзи Йошикава из Vivendi Universal Games. Дизайн игры разработали Юка Ниидзима, Майко Азаки и Сиина Судзуки, а программированием занимался Кадзутеру Судзуки при содействии Такеши Кобаяси и Мичитоси Момосе. Музыка была написана и аранжирована Куниюки Морохаси, а заглавную тему создал Нигоро. 
Художественным руководителем игры выступил Ютака Шиоя. В озвучке участвуют Макото Исии в двойной роли Крэша и Фальшивого Крэша, Риса Цубаки в роли Коко, Ёсуке Акимото в роли Кортекса, Асука Тании в роли Пуры, Такахиро Ёсино в роли Пинстрайпа, Акико Тода в роли Тауны и Шинья Фукумацу в роли Кранча.
Crash Boom Bang! была представлена компанией Vivendi во время подготовки к выставке E3 2006, где и состоялся ее публичный анонс.
Впервые игра вышла под названием Crash Bandicoot Festival в Японии 20 июля 2006 года. Затем последовал североамериканский релиз 10 октября 2006 года, европейский — 27 октября 2006 года, а в Австралии — 2 ноября 2006 года. Crash Boom Bang! стала седьмой самой продаваемой игрой в Австралии на неделе с 4 по 10 июня 2007 года.
Мобильная версия была разработана компанией Vivendi Games Mobile. По словам продюсера Элоди Ларре, адаптация игры для мобильных телефонов — «большой вызов». Не желая делать «еще одну многопользовательскую игру, где игроки просто передают друг другу телефон» и надеясь привлечь как старых, так и новых поклонников серии, команда разработчиков решила интегрировать сам мобильный телефон в мини-игры, создав такие игровые трюки, как игра с одной рукой за спиной, с закрытым глазом, игра подбородком и т.д. Самой большой проблемой для команды стало сохранение мини-игр в памяти телефона, которая, как считалось, немного уступала первой PlayStation. Также на игру повлияла серия WarioWare. В конечном итоге игра была выпущена под названием Crash Bandicoot MiniGames в марте 2007 года.

## Отзывы
| Сводный рейтинг    | Сводный рейтинг |
| Агрегатор          | Оценка          |
| ------------------ | --------------- |
| GameRankings       | 42,25 %         |
| Metacritic         | 37/100          |
| Иноязычные издания |                 |
| Издание            | Оценка          |
| Eurogamer          | 3/10            |
| GameSpot           | 4.3/10          |
| GamesRadar+        | [ 18 ]          |
| IGN                | 2/10            |
| Nintendo Life      | 4/10            |
| Nintendo Power     | 4/10            |
| PALGN              | 3/10            |
| Pocket Gamer       | 5/10            |

Crash Boom Bang! получил «в целом неблагоприятные» отзывы по данным агрегатора рецензий Metacritic. Энди Майерс из Nintendo Power был удивлен тем, что игра показалась ему «устаревшей» по сравнению со «выдающейся» работой Dimps над Sonic Rush. По словам Лесли Смит из Eurogamer, игра «проскочила незамеченной через контроль качества», и предложила её только как средство «уничтожить любовь ребенка к видеоиграм». Крейг Харрис из IGN сказал, что игра «отправляет маскота игр А-класса в область зарезервированную для типичных, безымянных фурри-героев видеоигр по бросовым ценам», и заключил, что это одна из худших игр на Nintendo DS.
Сборник мини-игр был признан скучным и упрощенным, а Энтони Диккенс из Nintendo Life предположил, что они ориентированы на молодых игроков. Майерс и Фрэнк Прово из GameSpot признали лишь несколько мини-игр интересными или занимательными, что Прово объяснил их относительно меньшей простотой. Джон Джордан из Pocket Gamer счёл искусственный интеллект противников капризным, что сделало большинство мини-игр неинтересными. Диккенс обозначил использование в игре сенсорного экрана как уловку, а Люк Ван Левен из PALGN предположил, что некоторые мини-игры лучше было бы контролировать с помощью d-pad (стрелки) или «шифтов» («курки», «бамперы», англ. shoulder buttons). Смит и Пи Джей Хрущак из GamesRadar+ жаловались на плохое распознавание стилуса, причем Хрущак отметил, что сенсорный экран периодически переставал работать во время некоторых мини-игр, а Смит заявил, что «Dimps пытались и не смогли использовать сенсорный экран, и, если честно, игре было бы лучше без него». Смит назвал механику ставок лишь кратковременным развлечением, а Харрис счёл соревнование за пределами экрана между управляемыми компьютером противниками «абсолютно нелепым и неприемлемым».
Недостатком посчитали и нестабильный темп сегментов игры, из-за чего некоторые игры длились часами, а Харрис и Ван Левен добавили, что проблема усугублялась отсутствием функции сохранения. Игровой процесс был назван неинтуитивным в результате неадекватных инструкций, особенно по использованию предметов, а Джордан счел выбор предметов неизобретательным. Диккенс признался, что лично ему не нравятся имитации настольных игр в видеоиграх, и предположил, что игра была бы лучше, если бы вместо настольных игр в ней была система выбора этапа и более широкий выбор мини-игр. Харрис отметил, что центральное действие настольных игр — бросание костей — выполняется нажатием кнопки, хотя пользовательский интерфейс почти полностью управляется сенсорным экраном, и привел это как пример плохого планирования игры.
Диккенс высоко оценил визуальное и звуковое оформление, но заявил, что игра заманила его ложным чувством безопасности. Прово и Ван Левен похвалили анимацию и детализацию персонажей, но посчитали, что использование лицензии Crash Bandicoot было чисто косметическим, поскольку компоненты вне персонажей не имели никакого сходства с теми, что были в предыдущих частях. Харрис сказал, что, при добротном 3D-движке анимация персонажей выглядит роботизированной и грубой. Смит раскритиковал качество моделей персонажей и отсутствие надлежащего скроллинга во вступлении. Аудио было названо «типичным», «скучным», «отталкивающим», и «весёлым, но утомительно повторяющимся».